# Degeeriella fulva
Degeeriella fulva är en insektsart som först beskrevs av Christoph Gottfried Andreas Giebel 1874.  Degeeriella fulva ingår i släktet strållöss, och familjen fjäderlöss. Arten är reproducerande i Sverige.